# 陳任國
陳任國（1862年2月21日—1936年10月17日）香港實業家、中國同盟會會員，為廣東省台山縣台城水南鄉水圍村陳氏二十一世祖；陳明任堂（陳任國家族）創始人。

## 生平
早年在美國經營藥店「保滋堂」，獲孫中山引為同志，多次捐款資助革命。民國後來到香港。先後創辨陸海通有限公司、陸海通人壽保險公司、陸海通旅館、陸海通飯店、六國飯店、彌敦酒店等。歷任陸海通有限公司董事會主席、上海聯保水火險有限公司董事。

## 家庭
有二子一女，長子陳符祥，次子陳康祥（即陳元喜醫生）。